# ピアノ協奏曲 (クララ・シューマン)

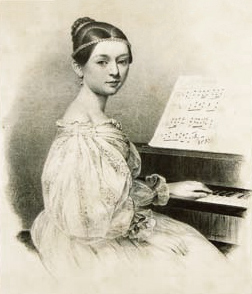
クララ・シューマンの肖像画（1834年）。協奏曲終楽章の楽譜が譜面台に乗せられている

ピアノ協奏曲イ短調作品7は、クララ・シューマンが作曲した完成されたものとしては唯一のピアノ協奏曲である。この作品のあと、1847年にヘ短調のピアノ協奏曲が作曲されているが、第1楽章の途中までしか完成されていない。

## 作曲の経緯
1833年1月、クララ13歳のときに着手され、11月22日に単一楽章の作品として一度完成した。その後ロベルトの助けを借りながらオーケストレーションを修正し、1834年2月24日に現在の第3楽章が完成した。その後も加筆修正が加えられると共に第1・2楽章が追加され、1835年に最終的に3楽章の曲として完成した。楽譜は1837年に出版され、ルイ・シュポーアに献呈された。

## 初演
1834年5月5日（第3楽章のみ）、1835年11月9日（全楽章）、いずれも、作曲したクララ自身のピアノ、メンデルスゾーン指揮、ライプツィヒ・ゲヴァントハウス管弦楽団によって行われた。

## 作品の内容
3楽章形式をとるが、全体は切れ目なく演奏される。

### 第1楽章　Allegro Maestoso
イ短調。4分の4拍子。自由なソナタ形式と見ることができる。付点リズムで力強く上行する第1主題（E-F#-G#-A-H-C-D-E-F-E）がオーケストラで奏されて始まる（この主題の動機は全楽章の主題の核となっている）。しばらくのちにピアノが3連符の上行音形を奏してオーケストラと対話する。オーケストラが一通り歌い終わると静かになり、ピアノ・ソロで第1主題がターンによって修飾されて登場する。弦楽器が伴奏する。続いてやや半音階的な下降する旋律が登場する。第2主題的な役割を持っているが調性は変わっておらず、そういう意味においては第2主題とは呼べない。ピアノがしばらく細かく動き、第2主題的な旋律をたっぷり歌うと調号をヘ短調に変え、展開されてゆく。第1主題の音形が支配的であるが、ピアノは忙しく動き続ける。途中で調号をホ長調に変え、ピアノが激しい3連符の打撃を奏し、オーケストラが第1主題の間の手に使われていた旋律を出し、次第に厚みを増して行って全合奏でホ長調で第1主題を奏し、頂点を迎える。静かになり、チェロとクラリネットのソロが第2楽章の主題を予感させる旋律を静かに奏し、ピアノが静かに響いてアタッカで第2楽章へと続いてゆく。

### 第2楽章　Romanze. Andante non troppo con grazia
変イ長調。4分の4拍子。この部分ではオーケストラは完全に休止し、ピアノ、チェロのソロ、ティンパニのみとなる。第1楽章の流れを受けて、シンプルな伴奏の上で優しい旋律が歌われる。この旋律は厚みを増したり、細かい音形で修飾されて流れてゆく。つづいて、ホ長調のやや半音階的な旋律が現れ、これに最初の旋律の要素が絡み、再び変イ長調に戻るとチェロのソロが歌い出す。ここからはピアノは3連符主体の伴奏に徹し、チェロとの濃密なアンサンブルを繰り広げる。チェロが歌い収めると、ピアノがアルペジオを奏し、和音をフェルマータすると、ティンパニのロールとチェロの低音が不穏にからむ。これが合計3回繰り返され、3回目でアタッカで第3楽章へと続いてゆく。

### 第3楽章　Allegro non troppo - Allegro molto
イ短調。4分の3拍子。ピアノの静かな和音の上でティンパニのロールが響き、トランペットがファンファーレを吹き、オーケストラが響き渡るとピアノがシンコペーションを多用した力強い主題を奏し始める。ピアノが一通り歌うと、オーケストラがこれに応える。そして、全合奏で間奏を奏し、ピアノが6連符の下降形を伴う悩ましげな旋律を出す。これは調性が変化していないが便宜上第2主題として扱う。この旋律がやや明るさを帯びてたっぷりと歌い上げられると管楽器のファンファーレとなり、イ長調で最初の主題をピアノが出す。ひたすら細かく動き回る部分となり、やがてオーケストラが全合奏で最初の主題を奏し始める。低音楽器が強調されたオーケストレーションで堂々と主題が響き、イ短調に還ると、ピアノに第2主題がやや寂しげに現れる。そして、再びファンファーレとなり、再現部に入る。イ短調で最初の主題が奏され、無窮動的な分厚い音形の連鎖となり、そして第2主題が静かに歌われる。木管楽器との美しい対話。しかし突如ピアノと弦楽がリズミカルに下降し、テンポをAllegro moltoと速めて4分の2拍子のコーダとなる。ピアノが激しく響き、オーケストラと一体になって鳴り渡り、イ短調主和音を叩き付けて終結する。

## 録音
比較的よく知られた作品であり、複数の録音が存在する。
- 杉谷昭子独奏、ゲラルド・オスカンプ指揮、ベルリン交響楽団（Verdi Records 9233）
- エレナ・マルゴリナ独奏、ドロン・サロモン指揮、フォーグトランド・フィルハーモニー（ARS Production FCD368390）　クララの協奏曲断章ヘ短調、ロベルトの協奏曲断章ニ短調なども収録。
- フランチェスコ・ニコローシ独奏、ステファニア・リナルディ指揮、アルマ・マーラー・シンフォニェッタ　（Naxos 8.557552）　この録音では、ピアノ独奏者以外は全員女性である。
- レフ・ヴィノクール独奏、ヨハネス・ヴィルトナー指揮、ウィーン放送交響楽団（ソニー・ミュージックジャパンインターナショナル SICC-1366/8）　ロベルトの「ピアノと管弦楽のための作品全集」の一曲として、1834年の第3楽章初版を収録。

他にも多数の録音が存在する。

## ピアノ協奏曲断章ヘ短調
1847年に作曲され、ロベルトの誕生日（6月7日）のプレゼントとして贈られたが、この年のクララは長男エミールを亡くしたばかりで、ロベルトの体調も悪化しているさなかに作曲されたこともあって176小節までのスケッチに終わった。オーケストレーションも一部のみである。
1990年にヨーゼフ・デ・ベーンホウェル（Jozef de Beenhouwer）が補筆及びオーケストレーションして完成させ、1994年に出版された。ロベルトの協奏曲などを参考にして2管編成（ホルン2、トランペット2、弦楽合奏）となっており、ブライトコプフ・ウント・ヘルテルから出版されている。ヘ短調、4分の3拍子（速度指定はない）で、演奏時間は補筆版で約13分。